# Олександрівський район (Донецька область)
Олекса́ндрівський райо́н — колишня адміністративно-територіальна одиниця на північному заході Донецької області України. Центр району — смт Олександрівка. Населення становило 19 460 осіб (на 1 серпня 2013). Площа — 1010 км². Утворено 7 березня 1923 року.

## Загальні відомості
Район межує з Добропільським та Слов'янським районами Донецької області, Межівським районом Дніпропетровської області, Близнюківським, Барвінківським районами Харківської області. Протяжність району з півночі на південь — 29,4 км; з заходу на схід — 45,3 км.
Районний центр — селище міського типу Олександрівка з населенням 4205 чол. В селищі 29 вулиць та 4 провулки. Площа селища міського типу становить 324,1 га. Олександрівській районній раді підпорядковано 61 населений пункт.

## Структура управління районом
Адміністративно-територіально район поділяється на 1 селищна рада та 15 сільських рад, які об'єднують 61 населені пункти та підпорядковані Олександрівській районній раді. Адміністративний центр — місто Олександрівка.
У листопаді 1995 року виконком Олександрівської районної ради народних депутатів завершив свою діяльність у зв'язку з ліквідацією. На основі Конституційного Договору між ВРУ та Президентом (8 червня 1995) та Указу Президента від 24.07.1995 р. № 640 «Про обласні, Київську, Севастопольську, міські, районні, в містах Києві та Севастополі державні адміністрації», на основі Олександрівської ради народних депутатів від 22.11.1995 р. була створена районна державна адміністрація.

## Природні ресурси
Земельний фонд району — 101008 га, сільгоспугідь — 88890, 96 га, орних земель — 73775,7 га, сінокосу — 672 га, пасовищ — 13577, 26 га.
На території району знаходяться поклади кам'яного вугілля. На території району три шахти: «Піонер», «Красноармійська», «Новодонецька». В районі проводились геологорозвідувальні роботи з виявлення різних видів корисних копалин: вугілля, води, керамічні та вогнетривкі будівельні матеріали. Інтерес становлять будівельні матеріали та деякі керамічні глини.
На Олександрівщині протікають 4 малі річки: Бичок, Гнилуша, Самара, Маячка. Річки Самара і Маячка зарегульовані ставками Донрибкомбінату. Створено 15 штучних водоймищ.
Рибгосп Олександрівський розділений на 4 рибогосподарські ділянки. Площа — 1800 га. З 15 штучних водоймищ 7 виділено для ведення промислового та любительського риболовства.
В районі існує 26 свердловин. Вода використовується для господарських потреб і питного водовикористовування. На території району розміщено 1073 га земель держлісфонду, в тому числі покрито лісом 966 га. Площа яристо-балочних та захисних насаджень становить 1164 га, в тому числі полезахисних лісових смуг 621 га. Найпоширенішими є промислова сосна, звичайна сосна, дуб.
Всі насадження відносяться до лісів I групи, а також до лісопаркової частини лісів та зеленої зони.
Серед мешканців тваринного світу в районі є заєць-русак, куниця, кабан, лисиця, єнотовидна собака, борсук, бабак, тхір. Птахи: дикі гуси, качки, куріпки, перепела, лебеді, лелеки, дикі голуби, фазани.
1989 року в межах району створено товариство «Мисливців та риболовів». В районі є заказники:
- Кохане — площа 37,0 га, перелік нараховує 220 рослин.
- Колодяжне — площа 30,8 га, 5 видів рослин.
- Казанок — площа 38,0 га, 6 видів рослин.
- Верхньосамарський — площа 168,3 га, 5 видів рослин.

Заповідні урочища:
- Мирне поле — площа 30,5 га, 5 видів рослин
- Широкий ліс — площа 34,9 га, 5 видів рослин
- Біла балка — площа 44,0 га, 4 види рослин
- Довгенький ліс — площа 17,6 га, 3 види рослин

В районі сприятлива екологічна ситуація. Працює водопровід та очисні споруди.

## Історична довідка
Олександрівка — селище міського типу (до 1965 — село). Розташоване в північно-західній частині області на річці Самарі, за 130 км від Донецька. Через селище проходить залізнична гілка Дубове-Мерцалове. Населення 4205 чоловік.
Олександрівка заснована 1762 року генерал-поручиком Норовим, якому за вірнопіддану службу царський уряд подарував південні родючі землі. Генерал-поручик збудував село, яке назвав на честь храму Олександра Невського (ним же збудованого) Олександрівкою.
Наприкінці XVIII ст. село купив поміщик Бахметьєв, тому воно деякий час називалося Бахметьєве.
Жителі села вирощували жито, пшеницю, овес, розводили велику рогату худобу та овець. Часті неврожаї 1833, 1848 років призводили до вимирання від голоду людей, гинула худоба. Справжнім пограбуванням була реформа 1861 року. За уставною грамотою, підписаною 6 листопада 1862 року, найкращі землі залишилися в руках поміщиків. 148 дворів селян одержали всього 504 десятини землі. Понад 50-ти дворових кріпаків вийшли на «волю» зовсім безземельними.
1864 року в Олександрівці, тодішньому волосному центрі Ізюмського повіту Харківської губернії, налічувалося всього 259 чоловіків і 243 жінки.
Скасування кріпаччини сприяло розширенню внутрішнього ринку і втягненню в сферу товарно-грошових відносин основної маси селян. На початку 80-х років XIX ст. в Олександрівці було 2 крамниці. Щороку 9 березня й 30 серпня відбувалися ярмарки, на яких жителі навколишніх сіл продавали зерно, худобу та ремісничі вироби. З 1901 року влаштовувалися недільні базари.
Капіталістичні форми експлуатації на селі перепліталися з рештками кріпаччини. Після два десятиліття після реформи селяни ще сплачували подушний і поземельний податки, а також земський, волосний і сільський збори. Все це негативно позначалося на економічному розвитку села, яке тривалий час залишалося незначним населеним пунктом.
За переписом 1897 року в Олександрівці було всього 879 жителів. Напівголодні селяни потрапляли в кабалу до куркулів або йшли на заробітки до Краматорська, Харкова, Катеринослава та інших міст. В роки російської буржуазно-демократичної революції селяни Олександрівки спільно з робітниками міста Краматорська виступали з вимогою ліквідувати поміщицьке землеволодіння, однак всі селянські виступи були жорстоко придушені, а їх учасники ув'язнені або заслані. Частим супутником бідноти були хвороби. У 1831 році від холери в селі померло 89 чол., а в 1848 році від цинги і холери ще 160 чол. Найближча лікарня була в Барвінково і тільки з 1905 році в Олександрівці почав працювати фельдшерський пункт.
Земська початкова школа була відкрита 1896 року.

### XX століття
Під час Першої світової війни жителі зазнали нових лихоліть. 953 особи Олександрівської волості мобілізували до армії. Внаслідок реквізиції у селян різко зменшилося поголів'я коней і рогатої худоби. Зросли податки, вкрай загострилися класові суперечності.
Після перемоги Жовтневої соціалістичної революції наприкінці жовтня 1917 року в Олександрівці створюється Рада селянських і солдатських депутатів. Головою її обрали І. П. Курінного, першого в селі комуніста. Рада взяла на облік поміщицьке майно і для охорони його призначила своїх контролерів, а також розподілила панську землю і хлібні запаси. 5 грудня в Олександрівці було остаточно встановлено Радянську владу.
29-го травня 1920 махновці зайняли Олександрівку. Тут на загальних зборах обрали новий склад Реввійськради, в який Махно увійшов як голова.
У 1923 році Олександрівка стала центром району Бахмутського повіту. В селі налічувалося на той час 210 дворів з 1300 жителів. В користуванні селян знаходилася 2221 десятина землі. В початковій школі навчалося 200 дітей. В тому ж році відкрилася перша хата-читальня.
Із року в рік міцнішали господарства Олександрівки. В березні 1923 року було створено Олександрівський район. На 10 березня 1930 року в Олександрівському районі у колгоспах об'єдналися 83 % господарств.
У селі Олександрівка працювала місцева дизельна електростанція, були побудовані цегельний і хлібний заводи, інкубаторна станція, МТС та інші об'єкти. В 1935 році відкрили лікарню. Олександрівка жила і будувалася. Але мирне життя і подальший розвиток села перервала Німецько-радянська війна. 18 жовтня 1941 року після запеклих боїв Олександрівку захопили фашистські війська. У січні-лютому 1942 року в районі села точилися запеклі бої. Весна 1943 року для Олександрівки була найстрашнішою: 5 березня було розстріляно в балці за селом 162 мирних жителя, серед них були і діти.
12 вересня 1943 року с-ще Олександрівка було остаточно зайняте Червоною армією. Відразу ж поновили свою діяльність більшість організацій і почалася відбудова Олександрівки. Держава надала допомогу колгоспам ім. Першого Травня та ім. М. Горького посівним матеріалом. З республік Середньої Азії привезли корів, з МНР — коней. У Слов'янському й Теплинському лісництвах заготовили 700 м³ лісу для будівництва. До Олександрівки переїхала частина населення з переданого Польщі Закерзоння, які почали працювати в колгоспах.
26 травня 1965 року рішенням № 406 Донецького облвиконкому було віднесено до категорії селищ міського типу.

## Населення
Національний склад населення району за переписом 2001 року
|          | чисельність | частка |
| українці | 21 162      | 91,9   |
| росіяни  | 1 533       | 6,7    |
| білоруси | 110         | 0,5    |

Етномовний склад сільських та міських рад району (рідна мова населення) за переписом 2001 року, %
|                              | українська | російська | вірменська | білоруська |
| Олександрівський район       | 89,5       | 10,0      | 0,1        | 0,1        |
| ---------------------------- | ---------- | --------- | ---------- | ---------- |
| смт Олександрівка            | 82,8       | 17,0      | 0,1        | 0,0        |
| Беззаботівська сільрада      | 85,8       | 13,9      |            | 0,1        |
| Високопільська сільрада      | 92,4       | 7,5       |            | 0,1        |
| Іверська сільрада            | 84,3       | 15,7      |            |            |
| Золотопрудська сільрада      | 91,3       | 7,9       |            | 0,3        |
| Криничанська сільрада        | 94,6       | 2,7       | 2,3        |            |
| Мирнодолинська сільрада      | 92,1       | 7,9       |            |            |
| Михайлівська сільрада        | 90,5       | 9,4       |            |            |
| Микільська сільрада          | 88,1       | 12,0      |            |            |
| Некременська сільрада        | 86,5       | 10,6      |            | 0,8        |
| Новоолександрівська сільрада | 91,9       | 7,7       |            | 0,4        |
| Очеретинська сільрада        | 91,5       | 8,4       |            |            |
| Самарська сільрада           | 88,5       | 10,8      |            |            |
| Спаськомихайлівська сільрада | 97,3       | 2,5       |            | 0,1        |
| Степанівська сільрада        | 92,1       | 5,9       | 0,9        | 0,4        |
| Староварварівська сільрада   | 94,6       | 5,1       |            | 0,2        |

## Економіка
На території селища і району залягають багаті запаси вугілля. Визначено 2 підприємства харчової промисловості, діяльність яких є пріоритетною. Одне з них — комбінат кооперативної промисловості з виробництва хлібобулочних виробів — знаходиться на території селища.
Програма розвитку області на 2002 рік передбачає стабілізацію і подальший розвиток галузі.

### Автомобільні дороги
| № з/п             | Індекс та номер   | Назва автомобільної дороги                                             | Протяжність, км | В OSM    |
| ----------------- | ----------------- | ---------------------------------------------------------------------- | --------------- | -------- |
| 1                 | С050101           | Олександрівка - Золоті Пруди км 0+000 - км 1+500                       | 1,5             | 3976699  |
| 2                 | С050102           | Федорівка - /Олександрівка - Криниці - Степанівка/ км 0+000 - км 2+200 | 2,2             | 3975280  |
| 3                 | С050103           | Запаро-Мар'ївка - Високопілля км 0+000 - км 10+900                     | 10,9            | 3975281  |
| 4                 | С050104           | Новознаменівка - /Петрівка Перша - Мирна Долина/ км 0+000 - км 2+000   | 2,0             | 3975282  |
| 5                 | С050105           | Зелений Брід - Микільське - Петрівка Друга км 0+000 - км 4+600         | 4,6             | 3975283  |
| 6                 | С050106           | Микільське - Пасічне км 0+000 - км 1+900                               | 1,9             | 3975284  |
| 7                 | С050107           | Бузинівка - /0лександрівка - Курицине/ км 0+000 - км 1+200             | 1,2             | 3975285  |
| 8                 | С050108           | Від /О0543/ - Шаврове км 0+000 - км 1+400                              | 1,4             | 3975286  |
| 9                 | С050109           | Громова Балка - Голубівка км 0+000 - км 4+300                          | 4,3             | 3975287  |
| 10                | С050110           | Від /0лександрівка - Степанівка/ - Беззаботівка км 0+000 - км 3+600    | 3,6             | 3975288  |
| 11                | С050111           | Самійлівка - /Т-05-15/ км 0+000 - км 1+500                             | 1,5             | 3975289  |
| 12                | С050112           | Карпівка - /Олександрівка - Єлизаветівка/ км 0+000 - км 13+900         | 13,9            | 3975290  |
| 13                | С050113           | Соф'їно-Лиман - /Золоті Пруди - Новодонецьке/ км 0+000 - км 1+100      | 1,1             | 3975291  |
| 14                | С050114           | Петрівка Перша - Мирна Долина км 0+000 - км 13+800                     | 13,8            | 3975292  |
| 15                | С050115           | Самарське - Весела Гора км 0+000 - км 4+400                            | 4,4             | 3975293  |
| 16                | С050116           | Софіївка - Новополтавка км 0+000 - км 3+400                            | 3,4             | 3935294  |
| 17                | С050117           | Золоті Пруди - Новодонецьке км 0+000 - км 12+200                       | 12,2            | 3975295  |
| 18                | С050118           | Тверське - Новопавлівка км 0+000 - км 8+300                            | 8,3             | 3975296  |
| 19                | С050119           | Новопетрівка - Катеринівка км 0+000 - км 3+000                         | 3,0             | 3975297  |
| 20                | С050120           | Від /О0543/ - Лаврове км 0+000 - км 1+100                              | 1,1             | 3975298  |
| 21                | С050121           | Від /О0543/ - вздовж каналу Дніпро - Донбас км 0+000 - км 1+700        | 1,7             | 3975299  |
| 22                | С050122           | Новопригоже - /Олександрівка - Карпівка/ км 0+000 - км 1+400           | 1,4             | 3975300  |
| 23                | С050123           | Михайлівка - Самарське км 0+000 - км 18+700                            | 18,7            | 3952561  |
| 24                | С050124           | Некремінне - Високопілля - Очеретине км 0+000 - км 13+500              | 13,5            | 3975301  |
| 25                | С050125           | Обхід смт Олександрівки км 0+000 - км 4+200                            | 4,2             | 3952289  |
| 26                | С050126           | Золоті Пруди - /О0543/ км 0+000 - км 2+300                             | 2,3             | 3975302  |
| 27                | С050127           | Вздовж каналу Дніпро - Донбас км 0+000 - км 5+000                      | 5,0             | 3975303  |
| 28                | С050128           | Очеретине - /О0543/ км 0+000 - км 1+200                                | 1,2             | 3975304  |
| 29                | С050129           | Від /Т-05-15/ - Спасько-Михайлівка км 0+000 - км 3+100                 | 3,1             | 3975305  |
| 30                | С050130           | Новоолександрівка - Микільське км 0+000 - км 11+400                    | 11,4            | 3975306  |
| Всього по району: | Всього по району: | Всього по району:                                                      | 158,8           | 10139245 |

## Соціальна сфера
У селищі Олександрівка функціонує дві загальноосвітні школи, один дошкільний заклад (дитячий садок «Журавлик»), районний центр позашкільної роботи для дітей та юнацтва. Працює в Олександрівці й прекрасна двоповерхова споруда дитячої школи мистецтв.
До закладів освіти району належить одне Олександрівське професійно-технічне училище № 148. За 37 років своєї діяльності училище підготувало понад 10 тис. спеціалістів сільськогосподарського профілю. До лікувальних закладів району належить одна Олександрівська центральна районна лікарня на 125 ліжок.
З березня 1933 року стала виходити районна газета «Ударна бригада», зараз «Вісті Олександрівщини». Громадсько-політична газета охоплює широкий спектр подій району. У селищі гостинно приймає своїх відвідувачів районний будинок культури ім. Шевченка. Діють районна бібліотека для дорослих та дітей.
Юні мешканці Олександрівки з задоволенням навчаються у дитячій школі мистецтв. Добре відомі мешканцям селища танцювальні колективи «Вдохновение» та «Елегія».
400 юнаків і дівчат займаються в Олександрівській дитячій спортивній школі. Функціонує великий стадіон «Колос». Діють футбольний та тенісний клуби. Працюють банки: «Аваль», «Приватбанк», «Інвестбанк».тУ центрі селища розкинувся парк, ще один осередок відпочинку діє в мікрорайоні — парк «Ювілейний».

## Економічна географія району
На підставі указу Президента України від 3.12.1999 р. утворено 18 сільськогосподарських товариств з обмеженою відповідальністю. Найбільші з них: «Світанок», «Мир», «Милоградово», «Лощанське». Одне приватне товариство з орендними відносинами, 31 фермерське господарство, одне колективне сільськогосподарське об'єднання. Загальна земельна площа 82,9 тис. га, в тому числі ріллі — 64,3 тис. га.
З 1970 року працює на території селища хлібозавод (перший керівник Могила І. П.). За добу хлібозавод виробляє 1500 кг хлібобулочних виробів, 10 видів хлібної випічки, 22 види булочних виробів.
Автодор діє з 1943 року, річний обсяг ремонтно-будівельних робіт становить 760 тис. грн. Щорічно ремонтується 11 км доріг та 81 погонний метр мостів.
Відкрите акціонерне товариство Олександрівський райагрохім. Товариство реалізує програму сільськогосподарського виробництва, має орендовані землі, займається вирощуванням пшениці, ячменю, соняшника та їх переробкою.
В 1952 року за допомогою колгоспів починає діяти міжколгоспна інкубаторна птахівницька станція. З 1997 року перейменована на підприємство. Самостійно веде свою господарчу і комерційну діяльність з виробництва і реалізації птиці на принципах повного розрахунку.
Рибгосп «Олександрівка» діє з 1971 р. (перший директор Кучерявий П. А.) має нагульні і виросні ставки площею 1800 га. Загальна протяжність ставків 60 км. В 1980 року розводжувалось до 3000 тис. т риби, 2002 р. — 800 т риби на рік. Працює в ньому 135 чол. Рибгосп має 34 одиниці техніки, автопарк.

## Наука та освіта
Відділ народної освіти займається питанням організації навчального та виховного процесу в селищі. Всього в райцентрі смт Олександрівка 2 загальноосвітніх школи. Діє дитяча школа мистецтв. СПТУ № 148 готує фахівців за професіями: механізатор, бухгалтер, кухар, газозварювальник, програміст. Дитячий садок «Журавка» — до послуг дітлахів.

## Медичні заклади. Охорона здоров'я
З 70-х років діє районна лікарня з хірургічним, дитячим, терапевтичним та інфекційним відділеннями. Працює станція швидкої допомоги. Діють 4 аптеки. Є санепідемстанція, медичні пункти в 2-х школах та в училищі.

## Засоби масової інформації
З березня 1933 р. виходить місцева газета «Ударна бригада», перейменована в 1966 році в «Радянський патріот», і ще раз перейменована в 2000 році на «Вісті Олександрівщини». Діють пошта, телеграф, радіовузол, відділ зв'язку, типографія.

## Розвиток культури та спорту
Мережа культурно-дозвільної сфери налічує 29 закладів культури.
Бібліотека для дорослих була заснована в 1925 році Перший бібліотекар — Сусідко К. М. В 1977 році бібліотека перейшла на централізовану систему обслуговування населення. За рік бібліотека обслуговує 1500 читачів, книговидача становить 24 251 прим., книжковий фонд — 44 739 прим. Бібліотека знаходиться в районному будинку культури ім. Т. Г. Шевченка.
Районна дитяча бібліотека була заснована в 1951 році. Перші працівники бібліотеки Дружиніна Н. Ю., Літунова Н. Т., Воронова Г. Є. Дитяча бібліотека, що розміщена в дитячій школі мистецтв, за рік обслуговує 1358 читачів, книжковий фонд і книговидача якої становить відповідно 12632 прим. і 29011 прим.
В районі існує 12 сільських закладів бібліотечного типу (6 філіалів, 6 бібліотек-клубів).
Діє районний центр культури та дозвілля ім. Т. Г. Шевченка, збудований в 1960 році.
Із сільських будинків дозвілля, в тому числі 2 клуби-світлиці (Некременський та Софіївський).
Дитяча школа мистецтв заснована в 1962 році, педагогічний колектив якої налічує 9 викладачів. Діють відділи: народний, фортепіанний, хоровий, скрипалів. Дитяча школа мистецтв навчає 86 дітей.
У районі діють 2 шкільні бібліотеки та одна у ПТУ № 148, є бібліотека і при районній центральній лікарні.
Функціонує центр позашкільної роботи для дітей та юнацтва. При центрі діють гуртки: м'якої іграшки, в'язання та вишивання, малювання, спортивні, краєзнавчий. Перший піонерський клуб було засновано в 1934 році, перший спортивно-оздоровчий клуб було відкрито в 1981 році. При клубі працювали такі секції: футбол, волейбол, бокс, велоспорт, легка атлетика, шахи, шашки. В 1966 році спортивно-оздоровчий клуб було перейменовано у дитячу спортивну школу «Колосок». У 2000 році школу перейменовано у спортивний клуб «Колос». При клубі діють такі секції: футбол, волейбол, дзюдо, легка атлетика.
Зараз в Олександрівському районі функціонують 2 стадіони (у самій Олександрівці та у селі Новоолександрівка) на 1500 місць, 34 спортивних майданчики, 22 спортивних зали та 4 майданчики з тренерським обладнанням. Розвивається 11 видів спорту.
В районі фізкультурно-оздоровчою спрямованістю та спортом залучено понад 4 тис. чол.

## Релігія
Релігійні об'єднання
На території Олександрівського району діють:

### Українська православна церква

#### Московський патріархат
- 24.10.1994 — відкрито церкву Олександра Невського; Ієромонах Ігнатій, прихід 250 чол. Богослужіння проходить в орендованому державному приміщенні Олександрівської санітарно-епідеміологічної станції строком на 30 років, площа — 83 м²
- 8.12.1995 — с. Михайлівка (св. Михайлівська парафія)
- 19.12.1996 — с. Золоті Пруди (св. Пантелеймонівської)
- 21.05.1997 — с. Шостаківка (св. Петра і Павла) отець Микола
- 22.06.1998 — с. Некременне (св. Килини), Коровков Олександр Олексійович
- 22.06.1998 —с. Очеретине (св. Чудо-Архістратига Михаїла), Коровков Олександр Олексійович
- 25.01.1999 — с. Степанівка (св. Стефанівська)
- 5.02.2001 — с. Спасько-Михайлівка (св. Сергія Радонежського)
- 7.05.1993 — с. Староварварівка (Свято-Варварівська), Слищенко Валерій Олександрович
- 4.12.2000 — с. Петрівка-2 (св. Миколаївська парафія)

#### Православна церква України
- 10.01.2001 — с. Спасько-Михайлівка (св. Архангела Михаїла, Донецько-Луганської єпархії)

### Греко-католицька церква
- 29.03.1996 — с. Криниці (Іванюк Василь)
- 12.12.1996 —с. Запаро-Мар'ївка (Здірка Роман Анатолійович)
- 23.11.1996 — с. Петрівка-1 (Іванюк Василь)
- 12.12.1996 — с. Некременне (Здірка Роман Анатолійович)
- 22.06.1998 — с. Староварварівка (Свято-Варварівська) Іванюк Василь3

### Два товариства Євангельських Християн баптистів
- 27.11.1991 р. с. Криниці (Сіднецький Віктор Антонович), с. Шостаківка
- Баптисти-п'ятидесятники відвідують молитовні дома в містах Краматорськ та Добропілля.

### Товариство Свідків Єгови
- Гулій Ігор. Центр товариства знаходиться у Краматорську.

### Релігійне товариство Церкви адвентистів сьомого дня
- 16.05.2001 — Скрябіна Галина Іванівна, смт Олександрівка, вул. Набережна, 22.

## Політика
25 травня 2014 року відбулися Вибори Президента України. У межах Олександрівського району було створено 19 виборчих дільниць. Явка на виборах складала — 31,69 % (проголосували 4 807 із 15 170 виборців). Найбільшу кількість голосів отримав Петро Порошенко — 31,14 % (1 497 виборців); Сергій Тігіпко — 20,57 % (989 виборців), Михайло Добкін — 7,95 % (382 виборців), Юлія Тимошенко — 7,43 % (357 виборців), Вадим Рабінович — 6,70 % (322 виборців). Решта кандидатів набрали меншу кількість голосів. Кількість недійсних або зіпсованих бюлетенів — 3,49 %.